# Miouze
Die Miouze ist ein Fluss in Frankreich, der im Département Puy-de-Dôme in der Region Auvergne-Rhône-Alpes verläuft. Sie entspringt an der Nordwestflanke des Vulkankegels Banne d’Ordanche (1512 m), im Gemeindegebiet von Saint-Sauves-d’Auvergne, entwässert generell Richtung Nordnordost an der westlichen Grenze des Regionalen Naturparks Volcans d’Auvergne und mündet nach rund 26 Kilometern beim Weiler La Miouze, am Berührungspunkt der Gemeinden Gelles, Saint-Pierre-Roche, Mazaye und Olby als linker Nebenfluss in die Sioule. Auf einem Großteil ihres Verlaufes wird sie von der Bahnstrecke Eygurande-Merlines–Clermont-Ferrand begleitet.

## Orte am Fluss
(Reihenfolge in Fließrichtung)
- Les Granges, Gemeinde Saint-Sauves-d’Auvergne
- Laqueuille
- Angle Haut, Gemeinde Perpezat
- Heume-l’Église
- Monge, Gemeinde Gelles
- Prades, Gemeinde Saint-Pierre-Roche
- La Miouze, Gemeinde Gelles